# The Man (album de Barry White)
Pour les articles homonymes, voir The Man.
The Man est le huitième album studio de Barry White sorti en 1978.

## Liste des titres
| No | Titre                          | Durée |
| -- | ------------------------------ | ----- |
| 1. | Look At Her                    | 6:20  |
| 2. | Your Sweetness Is My Weakness  | 8:08  |
| 3. | Sha la la Means I Love You     | 7:27  |
| 4. | September When I First Met You | 6:52  |
| 5. | It's Only Love Doing Its Thing | 4:01  |
| 6. | Just the Way You Are           | 7:04  |
| 7. | Early Years                    | 6:27  |